# Красная Заря (Волгоградская область)
Красная Заря — хутор в Новоаннинском районе Волгоградской области России, в составе Панфиловского сельского поселения.
Население — 295 (2015)

## География
Хутор расположен при балке Водяной к западу от посёлка Панфилово. Почвы — чернозёмы южные и чернозёмы обыкновенные.
По автомобильным дорогам расстояние до областного центра города Волгоград составляет 240 км, до районного центра города Новоаннинский - 36 км. Ближайшая железнодорожная станция Панфилово Приволжской железной дороги расположена в посёлке Панфилово.

## История
Предположительно основан в 1920-е годы. С 1928 года хутор — в составе Новоаннинского района Хопёрского округа (упразднён в 1930 году) Нижне-Волжского края (с 1934 года — Сталинградского края). Хутор относился к Панфиловскому сельсовету. По сведениям Нижневолжского краевого управления народно-хозяйственного учета в период 1930—1933 гг. в Ново-Аннинском районе произошли следующие изменения (документы, которыми были утверждены изменения и точные даты не установлены) хутора Америка, Жуков, Карпенковский и Красная Заря Панфиловского сельсовета были объединены в хутор Доценковский. Тем не менее, хутора Америка и Красная Заря отмечена на карте РККА 1941 года как отдельные населённые пункты.
В 1935 году Панфиловский сельсовет включён в состав Калининский район Сталинградского края (с 1936 года — Сталинградской области). В справочнике «Районы и населенные пункты Сталинградского края» на 1 января 1936 года хутор Доценковский в составе Панфиловского сельсовета не значится, хутор Красная Заря также не упоминается, однако значится хутор Америка. В списке населенных пунктов Калининского района по состоянию на 1 января 1945 года значатся как хутор Америка, так и хутор Красная Заря, однако в данных 1954 года оба населённых пункта не упоминаются. При этом сведения об их упразднении или о включении в состав других населённых пунктов также отсутствуют.
На основании решения Волгоградского облисполкома от 07 февраля 1963 года Калининский район был ликвидирован. Панфиловский сельсовет передан в Новоаннинский район. Хутор Красная Заря вновь значится в составе Панфиловского сельсовета по сведениям облстатуправления на 1 января 1964 года. Решением Волгоградского облисполкома от 17 мая 1978 года № 10/382 «О некоторых изменениях в административно-территориальном делении области» хутор Красная Заря Панфиловского сельсовета был зарегистрирован как вновь возникший

## Население
Динамика численности населения по годам:
| 2002 |
| ---- |
| 321  |

| 2010 | 2015 |
| ---- | ---- |
| 296  | ↘295 |